# EP3〜弱い虫
「EP3〜弱い虫」とは、馬場俊英の22作目のシングル。2012年11月7日にワーナーミュージック・ジャパンよりリリースされた。

## 概要
須藤晃プロデュースの三部作「EXPRESS CD」の完結作として発売された。

### ミュージックビデオ
表題曲「弱い虫」のPVはお笑い芸人の鉄拳によるパラパラ漫画。
MVを制作するにあたり馬場と綿密な打ち合わせを重ねた上、約1ヶ月の制作期間が費やされた。
ストーリーは、主人公の男性が次々と理不尽な目にあいながらも懸命に生きていく様子が描かれており、現代社会における「理不尽さ」について訴えている。
MVの結末は複数のパターンが構想されたが、最終的にバッドエンドが採用された背景について作者の鉄拳は「簡単に解決できる問題ではないが『生きる』という事が一番大事なのではないか」と語っている。

## 収録曲
全作曲：馬場俊英
1. 弱い虫
作詞：馬場俊英・須藤晃
2. ラーメンの歌
作詞：馬場俊英・須藤晃
3. ありそでなさそ - GuestVoval:KAN
作詞：馬場俊英
4. スーパーオーディナリー - GuestVoval:佐藤竹善
作詞：馬場俊英

## カバー
弱い虫
SEKAI NO OWARI